# Jorge Croner de Vasconcelos
Jorge Croner de Sant'Ana e Vasconcelos Moniz de Bettencourt (Lisboa, 11 de Abril de 1910 - Lisboa, 9 de Dezembro de 1974) foi um compositor neoclássico português.

## Biografia
Filho secundogénito de Alexandre de Sousa de Sant'Ana e Vasconcelos Moniz de Bettencourt (Lisboa, 23 de Fevereiro de 1868 - Lisboa, 18 de Novembro de 1945), filho do 2.° Visconde das Nogueiras, e de sua mulher Laura Alice Croner, bisneta por varonia dum Alemão.
Jorge Croner de Vasconcelos constituiu com Fernando Lopes-Graça, Armando José Fernandes e Pedro do Prado um grupo de jovens e alunos do Conservatório Nacional de Lisboa conhecido como o "Grupo dos Quatro", que influenciou a música neoclássica portuguesa na década de 1930. O seu espólio musical encontra-se na Biblioteca Nacional de Portugal

## Catálogo Musical (Selecção)
- Ballets: A faina do mar, ?1936; A lenda das amendoeiras, 1940; Coimbra, 1959.
- Orquestra: Poemeto sinfónico, 1928; A vela vermelha, poema sinfónico 1961.
- Obra Coral (SATB): Coral a Santa Cecília, 1936; Em Belém, vila do amor (G. Vicente), 1936; A fermosura desta fresca serra (L. de Camões), 1937; Fermoso Tejo meu (R. Lobo), 1937; Vilancico para a festa de Santa Cecília, coro, orquestra, 1967; Erros meus (L. de Camões), 1972; 8 cantos de Natal (sobre canções populares), 3 vv iguais, 1974.
- Música de Câmara: Rapsódia, quarteto de cordas, 1935; Pf Qt, 1938; Aria e scherzo, vn, pf, 1944; Canção, vn, pf, 1946.
- Canções: (1v, pf): 3 redondilhas de Camões, 1927; No turbilhão (A. de Quental), 1927; Baylemos nos ia todas tres (A. Nunes), 1v, pf/orch, 1936; Senhora partem tam tristes (J. R. de Castel-Branco), 1v, pf/orch, 1936; En esta vida mortal (D. Brandão), 1v, pf/orch, 1937; Comigo me desavim (S. de Miranda), 1v, pf/str qt, 1938; Lembranças, tristes cuidados (J. de Resende), 1v, fl, quarteto de cordas/pf, 1938; O viajante (E. Libório), 1944; 4 canções populares, 1945 [nos.1 e 4 também 1v, orch]; Canção (A.L. Vieira), 1948; canção da almotolia (Vieira), 1948; Não, não digas nada (F. Pessoa), ?1960; Ao desconcerto do mundo (Camões), 1972.
- Piano: Peça para dois pianos, 1930; Scherzo, 1937; 3 tocatas a Carlos Seixas, 1937, 1941, 1942; Partita, 1960; Suite ‘Coimbra’, 2 pf, 1966; Canção, 1973.